# IC 4243
IC 4243 ist eine elliptische Galaxie vom Hubble-Typ E/S0 im Sternbild Wasserschlange am Südsternhimmel. Sie ist schätzungsweise 524 Millionen Lichtjahre von der Milchstraße entfernt.
Das Objekt wurde am 4. Mai 1904 von Royal Harwood Frost entdeckt.